# Ростопчина, Лидия Андреевна
Графиня Лидия Андреевна Ростопчина (25 сентября 1838, Анна, Воронежская губерния — 6 мая 1915, Париж) — русско-французская писательница, переводчица, мемуаристка. Автор воспоминаний «Семейная хроника» о семье Ростопчиных. Дочь Е. П. Ростопчиной и А. Ф. Ростопчина, племянница графини де Сегюр, внучка Ф. В. Ростопчина.

## Биография
Сведения о биографии скудные.
Родилась 25 сентября 1838 года в воронежском имении Анна, принадлежавшем её отцу. Здесь же провела первые годы жизни.
В конце 1860-х (или 1870-х) годов графиня Лидия перебралась на жительство во Францию, вероятно, вслед за сестрой Ольгой, женой итальянского дипломата Иосифа Торниелли, так как собственных источников дохода не имела.
В 1880-х — 1890-х годах Лидия Андреевна жила на Лазурном Берегу (до 1889 года определенно находилась в Ницце). В «Семейной хронике» она упоминает, что после падения с лестницы в Ницце на несколько лет была прикована к постели.
В 1893 году учредила приют для русских чахоточных больных в Ментоне.
В парижских газетах конца XIX — начала XX веков упоминается имя Лидии Ростопчиной как лектора и организатора благотворительных мероприятий.
В 1908 году посетила США.
Несколько раз приезжала в Россию. Последний — в 1912 году, на празднование 100-летия Бородинской битвы, где выступила с циклом лекций в Москве и Петербурге (о войне с Наполеоном, о победе русского духа над неприятелем, о роли деда, Ф. В. Ростопчина, в тех событиях). Лекции на эту тему Ростопчина читала также во Франции и Швейцарии.
Умерла 6 мая 1915 года в Париже, 20 мая графиню отпели и захоронили в соборе Александра Невского.
Замужем не была.

## Творчество
Творчество Л. А. Ростопчиной тяготеет к массовой литературе. Она создавала свои произведения на французском, которым владела в совершенстве, и русском языках, а также писала на итальянском и английском. Пробовала себя как прозаик и драматург, создавала произведения для детей; пьесы Ростопчиной иногда ставились в театрах Парижа и Санкт-Петербурга.
Большинство сочинений Лидии Ростопчиной ни разу не переиздавались, а некоторые печатались только в периодике и не выходили отдельным изданием. Лишь в 2011 году была переиздана «Семейная хроника» (Ростопчина Л. А. Семейная хроника (1812). — М., 2011 — ISBN 978-5-89513-241-8), посвященная семье Ростопчиных.
Произведения достаточно разнообразны с точки зрения жанровых и повествовательных моделей. Известен франкоязычный роман Ростопчиной «Belle, Sage et Bonne» (1880), посвященный графине де Сегюр и перекликающийся с ее творчеством по своей поэтике (в России издан в 1888 году в авторском переводе «Красотка, Умная и Добрая»). Роман «Une Poignée de Mariages» («Горсть свадеб. Сцены великосветских нравов») в 1888 году выходил в журнале «Nouvelle Revue», а в 1889 году отдельным изданием. В изданной в 1895 г. в «Nouvelle Revue» повести «Ирина» традиция романтического интроспективного повествования соединяется поначалу с эстетизмом в духе прерафаэлитов, а затем с ярко выраженным христианским морализмом.
Помимо перевода собственных на работ на другие языки, Лидия Андреевна впервые перевела на французский несколько произведений русскоязычных авторов, в том числе «Тьму египетскую» В. Крестовского. Издала в Париже литературные труды Ф. В. Ростопчина, своего деда.

#### «Семейная хроника»
Первые отрывки под названием «Правда о моей бабушке» были напечатаны в 1904 году в «Историческом вестнике». Отдельное издание во Франции (Les Rostopchine. Chroniques de famille) вышло в свет в 1909 году, русский перевод — в 1912-м.
Книга является ценным документом по истории рода Ростопчиных, обладает литературными достоинствами.
В русское издание автор включила также перевод своей автобиографической притчи «Крестница фей» («La Filleule des fées»), ранее выходившей на страницах «Petit Journal».

#### Роман «Падучая звезда»
Роман на русском языке. Был напечатан в 1886 году в «Русском вестнике», отдельным изданием не публиковался. Сюжет основан на реальных событиях — самоубийстве Юлии Николаевны Фейгиной (1859—1882), русской актрисы, пытавшейся сделать карьеру в Париже. В романе героиня носит имя Маруся Подольская. В романе присутствует поэтичное описание Санкт-Петербурга, овеянное нотами ностальгии, Парижа. Благодаря автору, громкий случай из светской жизни Парижа превратился в сентиментальное, мелодраматическое повествование, полное беллетристическими штампами.
На основе романа автор написала пьесу на французском, с тем же названием — L'Étoile filante, первая постановка которой на парижской любительской сцене состоялась в январе 1904 года. В России пьеса поставлена не была.

#### Роман «Растакуэрополис»
Год выхода — 1897, французское название — Rastaquouéropolis, английский перевод вышел в 1912 году под названием The Real Monte Carlo. Л. А. Ростопчина подготовила и русский перевод под названием «Всемирный притон», но опубликован он не был.
В романе отображён своеобразный историко-культурный феномен, именуемый «Русской Ниццей». Само слово «растакуэр» вошло во французский язык около 1880 года и обозначало авантюриста, богача с сомнительными доходами. Ницца предстаёт в романе одновременно как город солнца, Солара, и как вселенский вертеп, прибежище мошенников и авантюристов.
Роман обращён к французской беллетристической традиции. На первый план автором выведена мелодраматичная история любви. В основе сюжета любовный треугольник: правитель северной державы Сапинии Атоль влюбляется в прекрасную американку Адду Фолкстоун. Его соперником становится граф Намор. Чтобы жениться на Адде, Атолю необходимо отречься от престола, но умирает его брат, единственный наследник престола, и Атоль, следуя своему долгу, возвращается в Сапинию.
В «Растакуэрополисе» представлены многие русские персонажи, однако определить их прототипов затруднительно. В книге очень много назидательности (проповедь социальной стабильности).